# 아브드 알라흐만 1세

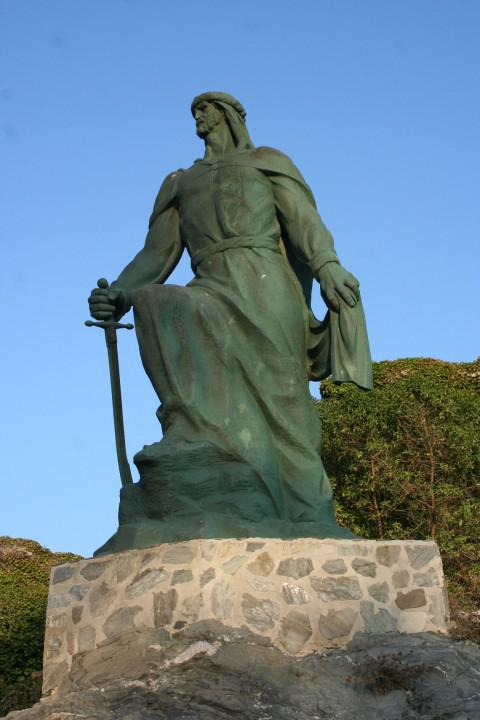
아브드 알라흐만 1세의 동상

아브드 알라흐만 1세(عبد الرحمن الداخل, Abderramán I, 731년 ~ 788년)는 우마이야 왕조의 아미르이다(재위: 756년 5월 15일 ~ 788년 10월).
시리아 다마스쿠스에 자리잡고 있던 우마이야 왕조가 750년에 아바스 왕조에서 멸망한 후, 에스파냐로 들어가 756년 코르도바에 수도를 정하고, 우마이야 왕조를 다시 일으켜 에스파냐에 이슬람 왕조를 열었다. 그는 훌륭하고 공평한 정치를 하였을 뿐만 아니라 카롤루스 대제의 침입을 막아냈다.

## 같이 보기
- 알안달루스
- 코르도바 칼리파국